# Condado de Chattahoochee
O Condado de Chattahoochee é um dos 159 condados do Estado americano de Geórgia. A sede do condado é Cusseta, e sua maior cidade é Fort Benning South. O condado possui uma área de 651 km², uma população de 14 882 habitantes, e uma densidade populacional de 23 hab/km² (segundo o censo nacional de 2000). O condado foi fundado em 13 de fevereiro de 1854.